# Mesochra pontica
Mesochra pontica är en kräftdjursart som beskrevs av Ernst Marcus 1965. Mesochra pontica ingår i släktet Mesochra och familjen Canthocamptidae. Inga underarter finns listade i Catalogue of Life.